# کالوی اوکارایان
کالوی اوکارایان (انگلیسی: Kalevi Oikarainen; ۲۷ آوریل ۱۹۳۶ – ۱۴ اوت ۲۰۲۰) اسکی‌باز صحرانوردی اهل فنلاند بود.